# Ōizumi
Ōizumi (japanska: 大泉町?, Ōizumi-machi) är en landskommun (köping) i Gunma prefektur i Japan. 